# Vlag van De Pinte
De vlag van De Pinte werd door de gemeenteraad op 30 maart 1982 officieel vastgesteld als de gemeentelijke vlag van de Oost-Vlaamse gemeente De Pinte. Op 2 juni 1985 werd hij door het Bestuur van Vlaanderen bevestigd en uiteindelijk gepubliceerd op 8 juli 1986 en opnieuw op 17 oktober 1986 in het officiële Belgisch Staatsblad.

Officieel wordt de vlag beschreven als: 
Twee even hoge banen van rood en van wit met op het midden het wapenschild van de gemeente.
De kleuren van de vlag zijn afkomstig op het gemeentewapen, dat ook op de vlag is afgebeeld.
In 2025 is De Pinte samen met Nazareth opgegaan in de gemeente Nazareth-De Pinte. De vlag is daardoor als gemeentevlag komen te vervallen.

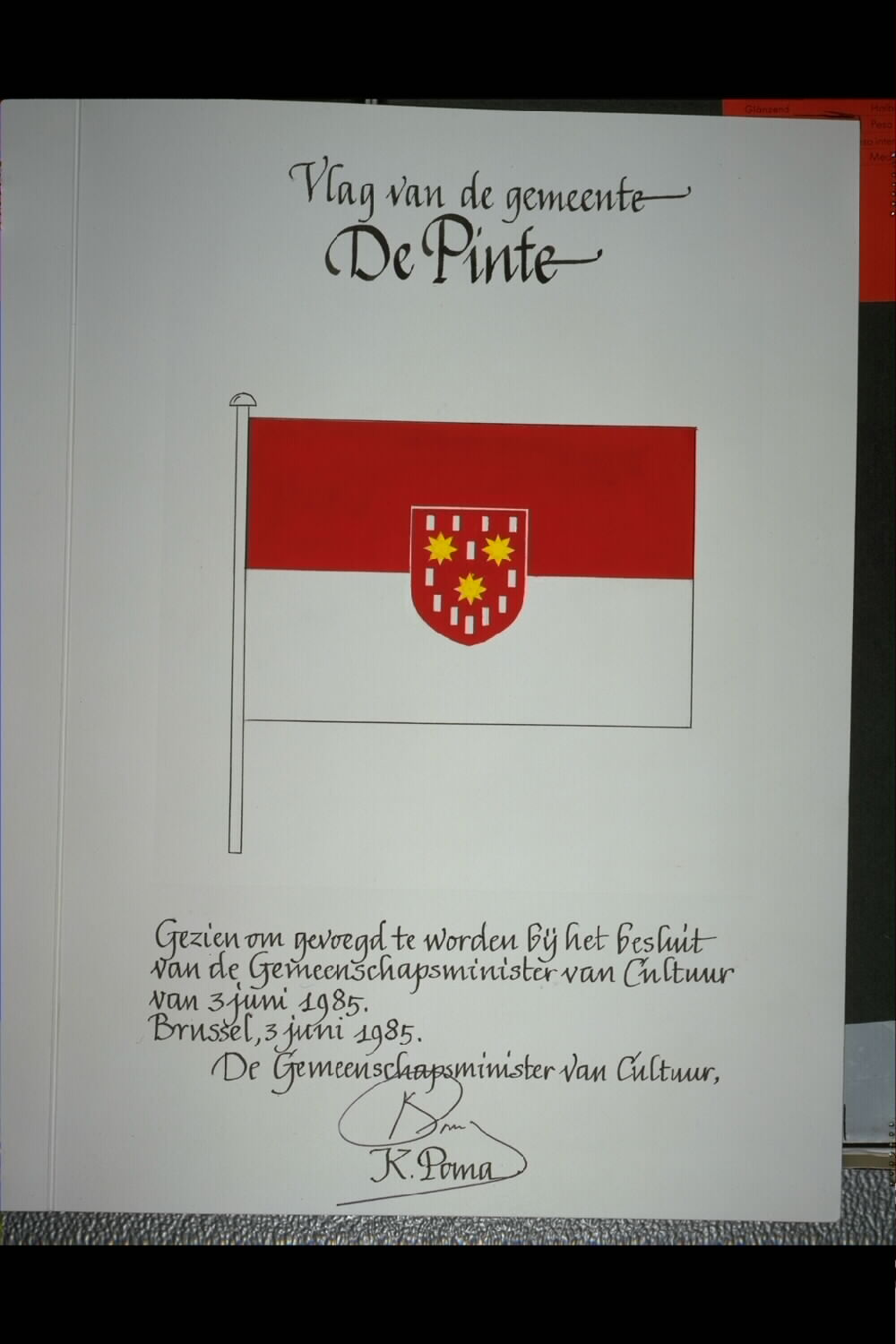
Ontwerp vlag getekend door Karel Poma